# پگاه آهنگرانی
پگاه آهنگرانی (زادهٔ ۲ مرداد ۱۳۶۳ در اراک) بازیگر و مستندساز ایرانی است. او فرزند کارگردانان سینمای ایران منیژه حکمت و جمشید آهنگرانی است.

## زندگی هنری
پگاه آهنگرانی نخستین بار در ۶ سالگی در فیلم گربه آوازخوان (به کارگردانی کامبوزیا پرتوی) در سال ۱۳۶۹ جلوی دوربین بازی کرد. او در دومین بازی خود در ۱۵ سالگی در نقش تداعی در فیلم دختری با کفش‌های کتانی درخشید و نظرات مثبتی را برای او در پی داشت. تا جاییکه جایزهٔ بهترین بازیگر زن را از جشنواره فیلم قاهره، جایزهٔ بهترین بازیگر از جشن دنیای تصویر، دیپلم افتخار از جشنواره بین‌المللی فیلم اجتماعی آبادان و جایزهٔ بهترین نقش‌آفرینی از جشنواره فیلم‌های کودکان و نوجوانان اصفهان را در سال ۱۳۷۸ به دست آورد.
او در نخستین تجربه کارگردانی منیژه حکمت (مادرش) فیلم زندان زنان در سه نقش متفاوت بازی کرد. زندان زنان جایزهٔ بهترین فیلم و فیلم‌نامه را در دورهٔ ششم جشن خانهٔ سینما به‌دست آورد. او در سال ۱۳۸۰ به همراه باران کوثری در مستند روزگار ما که دربارهٔ انتخابات ریاست‌جمهوری است، ایفای نقش کرد.
پگاه آهنگرانی در سال ۱۳۸۶ در فیلم آتش سبز بدون حضور بازیگر بدل در حین فیلمبرداری به‌علت سقوط، دچار سانحه و شکستگی مهره‌های کمر شد و تا مدت‌ها به‌علت این حادثه بستری بود. وی همچنین سابقهٔ بازی در فیلم پرهزینه و با مضمون تاریخیِ راه آبی ابریشم به کارگردانی محمد بزرگ‌نیا را نیز در کارنامه دارد. دو فیلم ورود آقایان ممنوع و مکس از جمله فیلم‌های با‌مضمون طنز و پرفروشی هستند که پگاه آهنگرانی در آن‌ها به ایفای نقش پرداخته‌است.
پگاه آهنگرانی در سال ۱۳۸۷ در بیست و هفتمین دورهٔ جشنواره بین‌المللی فیلم فجر نامزد نقش دوم زن برای فیلم زادبوم به کارگردانی ابوالحسن داوودی شد. او در فیلم‌های دیگری نظیر آقا یوسف، صداها، خواب زمستانی، سه زن و طبقه سوم نیز به ایفای نقش پرداخته‌است.

## مستندسازی
پگاه آهنگرانی مستندهایی نظیر سیب، تماشاخانه و محاکات غزاله علیزاده و ده‌نمکی‌ها را نیز کارگردانی کرده‌است. مستند تماشاخانه دربارهٔ تئاتر شهر است. او جایزه ویژه هیئت داوران جشنواره فیلم کوتاه اصفهان را برای کارگردانی فیلم مستند تماشاخانه در سال ۱۳۸۴ به‌دست آورد. وی در ساخت مستند محاکات غزاله علیزاده ضمن مصاحبه با نزدیکان این نویسنده، از جمله دخترش سلمی و دوستان مشهور او از جمله مسعود کیمیایی، محمد علی سپانلو و بهرام بیضایی تلاش کرد از زوایای مختلف زندگی غزاله علیزاده را مورد بررسی قرار دهد. مستند ده‌نمکی‌ها نیز دربارهٔ مسعود ده‌نمکی کارگردان فیلم اخراجی‌ها و از رهبران سابق انصار حزب‌الله است که در برنامهٔ آپارات شبکه فارسی بی‌بی‌سی پخش شد.
او همچنین قرار است مستندی را با عنوان وقایع خانه سینما کارگردانی کند و در ۶۰ دقیقه از اتفاقاتی که طی سال‌های ۱۳۸۹ تا ۱۳۹۲ برای این خانه و اهالی آن پیش آمده، سخن بگوید.
آهنگرانی در آذر ۱۳۹۲ در گفتگو با ایسنا از ساخت دو فیلم مستند خبر داد و اظهار داشت: «مشغول تصویربرداری مستندی به‌همراه درنا مدنی با موضوع هنروران سینما هستم. کسانی که از دههٔ ۱۳۴۰ به ارباب جمشید آمده‌اند و به‌خاطر علاقه‌شان به سینما در همان‌جا مانده‌اند.» وی افزود: «این افراد، ضمن اینکه سرِ فیلم‌های مختلف می‌روند و هنروری می‌کنند، هر چند وقت یک بار فیلم داستانی می‌سازند و نقش‌هایی را که به آن علاقه دارند و فرصت بازی در آن را در سینما پیدا نمی‌کنند، در فیلمشان بازی می‌کنند.» آهنگرانی فیلم دیگرش را مستندی دربارهٔ تاریخچهٔ محله‌های تهران عنوان کرد و به ایسنا گفت: «این کار فعلاً در مرحلهٔ تحقیق است و به‌صورت شخصی مشغول کار بر روی ۱۶ محله از تهران هستم و به حمام‌ها، امامزاده‌ها و سایر ویژگی‌های هر محله خواهم پرداخت.»

پخش مستند کودک‌ سرباز؛ روایتی ناشنیده از کودک سربازان جنگ ایران و عراق در ۳۱ شهریور ۱۴۰۳ باعث واکنش‌های گسترده‌ای شد.

## دیگر فعالیت‌ها
او همچنین در نمایش‌های تئاتر مانند منهای دو به کارگردانی داوود رشیدی و متولد ۱۳۶۱ به کارگردانی پیام دهکردی در سال ۱۳۸۹ به ایفای نقش پرداخت. نمایش متولد ۱۳۶۱ دارای مضمونی سیاسی بود و در اسفند سال ۱۳۸۹ به‌دلیل مخالفت ادارهٔ کل هنرهای نمایشی توقیف شد.
وی همچنین به‌عنوان نوازندهٔ ساز ویولنسل سابقهٔ عضویت در گروه نوازندگان آثار حسین علیزاده و هوشنگ کامکار در ارکستر ملی را دارد.
او همچنین به‌عنوان ستون‌نویس روزنامه اعتماد فعالیت می‌کرد.

## دستگیری‌های پگاه آهنگرانی

### ۱۹ تیر ۱۳۹۰
به‌دنبال دعوت دویچه وله، پگاه آهنگرانی قرار بود از ۱۳ تا ۲۱ تیر ۱۳۹۰ برای پوشش وبلاگیِ جام جهانی فوتبال زنان ۲۰۱۱ به آلمان برود که مقامات ایرانی از خروج او از کشور جلوگیری کردند. او در ۱۹ تیر ۱۳۹۰ توسط پنج نفر از اعضای حفاظت اطلاعات نیروی انتظامی در خانه شخصی‌اش دستگیر شد و تحت بازجویی قرار گرفت. پس از چندی خبرگزاری تابناک به نقل از شبکه العربیه دستگیری و بازداشت این بازیگر را تأیید کرد. این در حالی است که برخی خبرگزاری‌ها این خبر را تکذیب کردند و به گفته مادر پگاه آهنگرانی گفته‌اند که [پگاه آهنگرانی] به تازگی و برای ارائه برخی توضیحات احضار شد اما مشکل خاصی برای وی پیش نیامد.
پگاه آهنگرانی پیش از بازداشت، دربارهٔ تبعات دعوتش به آلمان به دویچه وله گفته بود: «یک روز قبل از سفر به آلمان، از طرف وزارت اطلاعات با من تماس گرفته شد و گفته شد که به فرودگاه نروم وگرنه در همان‌جا دستگیر خواهم شد.» به همین دلیل وی از سفر به آلمان منصرف شد.
پگاه آهنگرانی پیش از این در سال ۲۰۰۹، جشنواره فیلم برلین را برای دویچه وله در آلمان پوشش وبلاگی داده بود. روزنامه کیهان نیز در آستانه برگزاری جشنواره فیلم برلین خطاب به پگاه آهنگرانی نوشت: «مواظب باشید وقتی به آلمان می‌روید وطن‌فروشی نکنید.» وی پیش از این نیز در مرداد ۱۳۸۸ و پس از اعتراضات به نتایج انتخابات ریاست جمهوری دور دهم برای ارائه برخی توضیحات به دادسرای انقلاب فراخوانده شده بود.
پگاه آهنگرانی همچنین عضو ستاد انتخاباتی میرحسین موسوی در انتخابات ریاست جمهوری دور دهم بود. گفته می‌شود از دیگر دلایل بازداشت پگاه آهنگرانی، ساخت مستندی دربارهٔ مسعود ده‌نمکی کارگردان فیلم اخراجی‌ها و از رهبران سابق انصار حزب‌الله بود. این مستند در برنامه آپارات بی‌بی‌سی فارسی پخش شد. پگاه آهنگرانی پیش از بازداشت گفته بود که به دلیل ساخت مستند ده‌نمکی‌ها توسط وزارت اطلاعات مورد بازخواست قرار گرفته‌است.

#### واکنش‌ها
پس از انتشار خبر دستگیری پگاه آهنگرانی موجی از اعتراض و انتقاد نسبت به بازداشت این بازیگر را در میان مردم دربرداشت. مردم با اعتراضات خود در سالن‌های برخی از سینماهای تهران نسبت به بازداشت این بازیگر اعتراض کردند. در برخی از سالن‌های سینماهای تهران پس از پایان فیلم‌ها حاضران در سالن با تشویق‌های مستمر خود و فریاد زدن نام پگاه آهنگرانی، اعتراض خود را نسبت به دستگیری پگاه آهنگرانی اعلام داشتند و بدین طریق خواهان آزادی او شدند.
خانه سینمای ایران، انجمن بازیگران سینمای ایران، منیژه حکمت و همچنین حزب سوسیال دموکرات آلمان و حزب سبزهای آلمان و جمعی از فعالان سیاسی، هنرمندان و زندانیان سیاسی نظیر حسین زمان، مصطفی تاج‌زاده و فخرالسادات محتشمی‌پور نیز خواهان آزادی پگاه آهنگرانی شدند. هفته‌نامهٔ آلمانی اشپیگل نیز دربارهٔ بازداشت پگاه آهنگرانی می‌نویسد: طبق اطلاعات به‌دست‌آمده، پگاه آهنگرانی در زندان اوین به‌سر می‌برد.
علیرضا سجادپور معاونت سینمایی دولت نیز پس از مراجعه به زندان اوین دربارهٔ بازداشت پگاه آهنگرانی گفت: «مشکل پگاه آهنگرانی غیرسینمایی است و به هیچ عنوان به عرصهٔ سینما مربوط نمی‌شود. با این وجود تلاش اهالی سینما اعم از مجموعه معاونت سینمایی، اصناف سینمایی و به ویژه انجمن بازیگران، برای حل این مشکل در طول هفته گذشته ادامه داشت.»

#### آزادی از زندان
پس از واکنش‌ها نسبت به بازداشت این بازیگر، محسنی اژه‌ای در نشست خبری هفتگی به‌عنوان سخنگوی قوه قضاییه در ۳ مرداد ۱۳۹۰ پس از گذشت ۱۵ روز از بازداشت پگاه آهنگرانی، خبر از آزادی قریب‌الوقوع او را داد. وی همچنین مطرح نمود که پگاه آهنگرانی به درخواست یک نهاد امنیتی بازداشت شده‌است.
پس از اعلام خبر آزادی پگاه آهنگرانی جمعی از هنرمندان نظیر حبیب رضایی، رخشان بنی‌اعتماد، رسول صدر عاملی، جعفر پناهی، پرویز پرستویی، مهناز افشار، کامبوزیا پرتوی و منیژه حکمت در مقابل زندان اوین حاضر شده و تا نیمه شب ۳ مرداد ۱۳۹۰ در انتظار آزادی او بودند. اما پس از ساعت‌ها انتظار به آن‌ها اعلام شد که آزادی پگاه آهنگرانی منتفی است. پگاه آهنگرانی به همراه مهناز محمدی مستندساز در ۵ مرداد ۱۳۹۰ پس از ۱۷ روز زندان انفرادی در زندان اوین با سپردن وثیقه ۱۰۰ میلیون تومانی آزاد شد. همچنین مأموران با ممنوع‌کردن حضور خانوادهٔ پگاه آهنگرانی در برابر زندان، خودشان او را به خانه آوردند و به پگاه آهنگرانی و خانوادهٔ او اجازهٔ مصاحبه با رسانه‌ها را ندادند.

### ۶ آبان ۱۳۹۲ دستگیری مجدد
در ۶ آبان ۱۳۹۲ خبر رسید که پگاه آهنگرانی به ۱۸ ماه حبس تعزیری محکوم شده‌است. منیژه حکمت مادر پگاه آهنگرانی، در گفتگویی با ایسنا دربارهٔ مطالب منتشرشده پیرامون صدور حکم محکومیت پگاه آهنگرانی گفت: «وی در دادگاه بدوی به ریاست قاضی مقیسه به ۱۸ ماه حبس تعزیری محکوم شده‌است.» گفته می‌شود اتهامات پگاه آهنگرانی به شرکت در اعتراضات سال ۱۳۸۸ مربوط بوده‌اند. وی توضیح داد: «پگاه آهنگرانی قریب به سه سال است که از طرف دادسرای امنیت تهران ممنوع‌الخروج است و به‌رغم دعوت از سوی جشنواره‌های مختلف، موفق به حضور در آن‌ها نشده‌است.» برای نمونه، فیلم دربند که این بازیگر برای بازی در آن موفق به دریافت سیمرغ بلورین جشنواره فیلم فجر شد، بدون وی در جشنواره شیکاگو، ایلینوی حضور یافت.

### دیدگاه‌ها
آهنگرانی در خرداد ۱۴۰۱ پس از تهدید سینماگران امضاکننده بیانیه تفنگت را زمین بگذار به امضاکنندگان این بیانیه پیوست. مسعود کیمیایی، هانیه توسلی، ترانه علیدوستی، نازنین فراهانی، مرضیه وفامهر، امین جعفری، مانی حقیقی، مسعود کرامتی و کیارش اسدی‌زاده از دیگر امضا کنندگان این بیانیه بودند. در همین ارتباط محمد رسول‌اف و مصطفی آل‌احمد هم به عنوان منتشر کنندگان بیانیه بازداشت شدند.
آهنگرانی از جمله ۱۴۰ هنرمند ایرانی بود که با امضاء طوماری در ۲۲ خرداد ۱۳۹۲ همراه با سایر اصلاح‌طلبان و اعتدالگرایان، ضمن قدردانی انصراف عارف به نفع روحانی از نامزدی حسن روحانی در انتخابات ریاست جمهوری ۱۳۹۲ حمایت علنی کرد.

## آثار

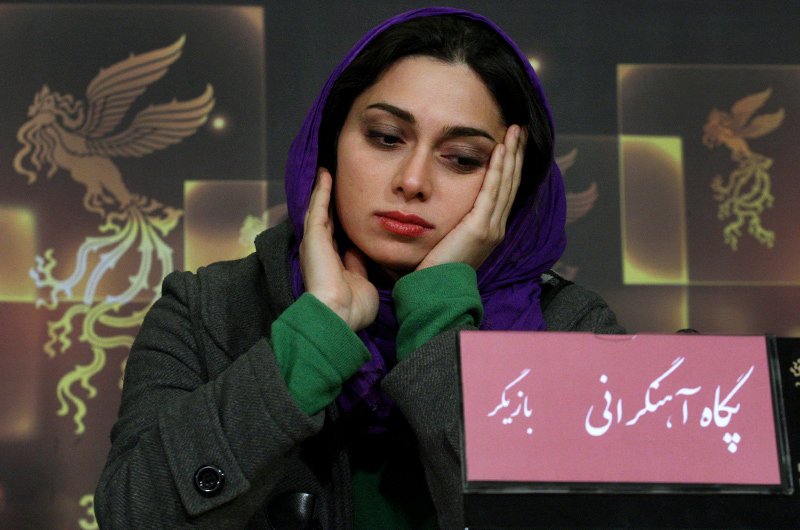
پگاه آهنگرانی در نشست خبری فیلم دربند
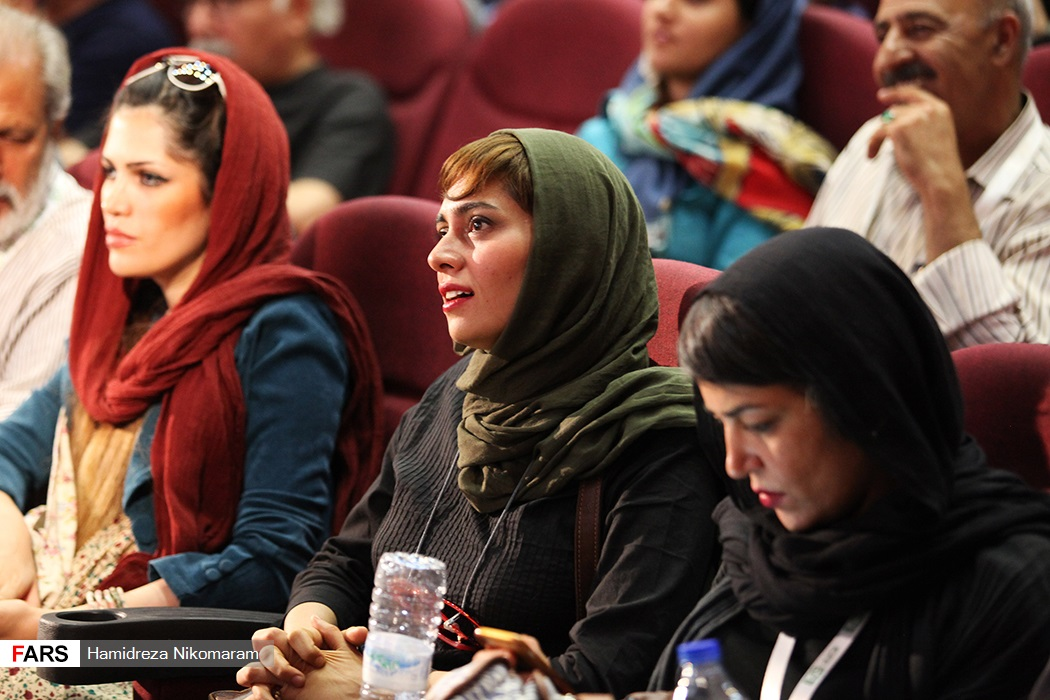
پگاه آهنگرانی در سی‌امین جشنواره بین‌المللی کودکان و نوجوانان

### سینما
| سال  | نام فیلم              | نقش                 | کارگردان         | توضیحات | منبع   |
| ---- | --------------------- | ------------------- | ---------------- | ------- | ------ |
| ۱۴۰۰ | بدون قرار قبلی        | یاسمن               | بهروز شعیبی      |         | [ ۴۴ ] |
| ۱۳۹۹ | برای مرجان            | مرجان               | حمید زرگرنژاد    |         |        |
| ۱۳۹۹ | بندر بند              |                     | منیژه حکمت       |         |        |
| ۱۳۹۸ | زنبور کارگر           |                     | افشین صادقی      |         |        |
| ۱۳۹۸ | گیسوم                 |                     | نوید به تویی     |         |        |
| ۱۳۹۸ | شیرجه بزرگ            |                     | کریم لک زاده     |         |        |
| ۱۳۹۵ | سارا و آیدا           | آیدا (طاهره نیاکان) | مازیار میری      |         |        |
| ۱۳۹۵ | پدیده                 |                     | علی احمدزاده     |         |        |
| ۱۳۹۵ | لابی                  |                     | محمدپرویزی       |         |        |
| ۱۳۹۵ | قاتل اهلی             | مهتاب               | مسعود کیمیایی    |         |        |
| ۱۳۹۴ | هفت ماهگی             | طناز                | هاتف علیمردانی   |         |        |
| ۱۳۹۴ | تیک آف                | آتنا                | احسان عبدی‌پور    |         |        |
| ۱۳۹۴ | خشکسالی و دروغ (فیلم) | آلا                 | پدرام علیزاده    |         |        |
| ۱۳۹۳ | نزدیکتر               | مهتاب               | مصطفی احمدی      |         |        |
| ۱۳۹۳ | از نفس افتاده         |                     | داریوش غذبانی    |         |        |
| ۱۳۹۳ | موقت                  |                     | امیر عزیزی       |         |        |
| ۱۳۹۳ | جامه‌دران              | مه‌لقا               | حمیدرضا قطبی     |         |        |
| ۱۳۹۳ | خانه دختر             | پریسا               | شهرام شاه‌حسینی   |         |        |
| ۱۳۹۳ | مادر قلب اتمی         | نوبهار              | علی احمدزاده     |         |        |
| ۱۳۹۲ | مهمونی کامی           | فرناز               | علی احمدزاده     |         |        |
| ۱۳۹۱ | دربند                 | سحر                 | پرویز شهبازی     |         |        |
| ۱۳۹۰ | بی خداحافظی           |                     | احمد امینی       |         |        |
| ۱۳۸۹ | ورود آقایان ممنوع     | پریا شاپوری         | رامبد جوان       |         |        |
| ۱۳۸۹ | آقا یوسف              |                     | علی رفیعی        |         |        |
| ۱۳۸۸ | طبقه سوم              |                     | بیژن میرباقری    |         |        |
| ۱۳۸۷ | راه آبی ابریشم        | ماهورا              | محمد بزرگ‌نیا     |         |        |
| ۱۳۸۷ | شیرین                 | پگاه آهنگرانی       | عباس کیارستمی    |         |        |
| ۱۳۸۷ | زادبوم                | سارا                | ابوالحسن داوودی  |         |        |
| ۱۳۸۷ | صداها                 |                     | فرزاد مؤتمن      |         |        |
| ۱۳۸۶ | هر کس سینمای خودش     |                     | –                |         |        |
|      | آتش سبز               |                     | محمدرضا اصلانی   |         |        |
|      | خواب زمستانی          |                     | سیامک شایقی      |         |        |
| ۱۳۸۵ | سه زن                 | پگاه                | منیژه حکمت       |         |        |
| ۱۳۸۴ | خنگ آباد              |                     | مهدی اباسلط      |         |        |
| ۱۳۸۴ | دختری به شکل بهار     | بهار                | جواد کراچی       |         |        |
| ۱۳۸۳ | عشق و تجارت           | پگاه                | شهریار پارسی پور |         |        |
| ۱۳۸۲ | مکس                   | پگاه                | سامان مقدم       |         |        |
| ۱۳۸۰ | مربای شیرین           |                     | مرضیه برومند     |         |        |
| ۱۳۸۰ | زندان زنان            | سپیده               | منیژه حکمت       |         |        |
| ۱۳۸۰ | مستند روزگار ما       | پگاه آهنگرانی       | رخشان بنی اعتماد |         |        |
| ۱۳۷۷ | دختری با کفش‌های کتانی | تداعی               | رسول صدرعاملی    |         |        |
| ۱۳۶۹ | گربه آوازخوان         |                     | کامبوزیا پرتوی   |         |        |

### تئاتر
| سال  | نام نمایش                             | نقش | نویسنده    | کارگردان      | توضیحات | منبع |
| ---- | ------------------------------------- | --- | ---------- | ------------- | ------- | ---- |
| ۱۳۹۷ | دستورالعمل‌های پرواز برای خدمه و خلبان |     |            | فرهاد فزونی   |         |      |
| ۱۳۹۲ | ریچارد سوم                            |     |            | مهدی کوشکی    |         |      |
| ۱۳۹۰ | پاورقی                                |     |            | احمد کچه چیان |         |      |
| ۱۳۹۰ | شرق شرق است                           |     |            | مسعود رایگان  |         |      |
| ۱۳۸۹ | متولد ۱۳۶۱                            |     | نغمه ثمینی | پیام دهکردی   |         |      |
| ۱۳۸۹ | منهای دو                              |     |            | داوود رشیدی   |         |      |

### کارگردانی
| سال  | نام                                                         | توضیحات                                      | منبع   |
| ---- | ----------------------------------------------------------- | -------------------------------------------- | ------ |
| ۱۴۰۳ | کودک‌ سرباز؛ روایتی ناشنیده از کودک سربازان جنگ ایران و عراق | مستند برای بی‌بی‌سی                            | [ ۴۵ ] |
| ۱۴۰۲ | پدرم                                                        | مستند کوتاه                                  | [ ۴۶ ] |
| ۱۴۰۰ | من سعی می‌کنم فراموش نکنم                                    | مستند کوتاه؛ محصول مشترک ایران و جمهوری چک   | [ ۴۷ ] |
| ۱۳۹۶ | خانه سینما                                                  |                                              | [ ۴۸ ] |
| ۱۳۹۵ | مردان ارباب جمشید                                           | مستند نیمه‌بلند؛ کارگردانی مشترک با درنا مدنی | [ ۴۹ ] |
| ۱۳۸۹ | ده‌نمکی‌ها                                                    | دربارهٔ مسعود ده‌نمکی                          |        |
| ۱۳۸۷ | محاکات غزاله علیزاده                                        |                                              |        |
| ۱۳۸۴ | تماشاخانه                                                   |                                              |        |
| ۱۳۸۰ | سیب                                                         | باهمکاری سیامک نصیری زیبا                    |        |

### تهیه کنندگی
| سال  | نام       | تهیه کننده    | توضیحات                    | منبع |
| ---- | --------- | ------------- | -------------------------- | ---- |
| ۱۳۸۹ | ده نمکی‌ها | پگاه آهنگرانی | دربارهٔ مسعود ده نمکی       |      |
| ۱۳۸۴ | تماشاخانه | پگاه آهنگرانی |                            |      |
| ۱۳۸۰ | سیب       | پگاه آهنگرانی | باهمکاری سیامک نصیری زیبا. |      |

### تدوین
| سال  | نام                  | تدوین         | توضیحات | منبع   |
| ---- | -------------------- | ------------- | ------- | ------ |
| ۱۳۸۷ | محاکات غزاله علیزاده | پگاه آهنگرانی |         | [ ۵۰ ] |

### ویدئو پرفورمنس
| سال  | نام                                   | ویدئو پرفورمنس | کارگردان    | توضیحات | منبع             |
| ---- | ------------------------------------- | -------------- | ----------- | ------- | ---------------- |
| ۱۳۹۱ | نزدیک‌تر بیا… نزدیک‌تر… نزدیک‌تر از این؟ | پگاه آهنگرانی  | محمد پرویزی |         | [ ۵۱ ]           |
|      | استخوان                               | پگاه آهنگرانی  |             |         | [ نیازمند منبع ] |

### مجری طرح
| سال  | نام                  | مجری طرح      | کارگردان   | توضیحات | منبع   |
| ---- | -------------------- | ------------- | ---------- | ------- | ------ |
| ۱۳۹۲ | عقاید یک آکتور سینما | پگاه آهنگرانی | منیژه حکمت |         | [ ۵۲ ] |

## جوایز و افتخارات

### جشنواره فیلم فجر
| سال  | دوره                                     | بخش                       | فیلم   | نتیجه    | جایزه        |
| ---- | ---------------------------------------- | ------------------------- | ------ | -------- | ------------ |
| ۱۳۹۱ | سی و یکمین جشنواره بین‌المللی فیلم فجر    | بهترین بازیگر نقش مکمل زن | دربند  | برنده    | سیمرغ بلورین |
| ۱۳۸۷ | بیست و هفتمین جشنواره بین‌المللی فیلم فجر | بهترین بازیگر نقش مکمل زن | زادبوم | نامزدشده | سیمرغ بلورین |

- ۱۳۷۸: دیپلم افتخار از جشنواره بین‌المللی فیلم اجتماعی آبادان ـ دوره دوم برای بازی در فیلم دختری با کفشهای کتانی (رسول صدرعاملی)
- ۱۳۷۸: جایزهٔ بهترین نقش‌آفرینی از جشنواره فیلم‌های کودکان و نوجوانان اصفهان برای بازی فیلم در فیلم دختری با کفشهای کتانی (رسول صدرعاملی)
- ۱۳۷۸: جایزهٔ بهترین بازیگر زن از جشنواره فیلم قاهره برای بازی فیلم در فیلم دختری با کفشهای کتانی (رسول صدرعاملی)[۵۳]
- ۱۳۷۸: تقدیرنامه برای بازی در فیلم دختری با کفشهای کتانی در جشنواره برلین.
- ۱۳۷۸: جایزهٔ بهترین بازیگر از جشن دنیای تصویر برای بازی در فیلم دختری با کفشهای کتانی.
- ۱۳۸۰: جایزهٔ بهترین بازیگر برای بازی در فیلم زندان زنان از جشنواره فیلم لوکارنو.[۱۷]
- ۱۳۸۴: جایزه ویژه هیئت داوران جشنواره فیلم کوتاه اصفهان برای کارگردانی فیلم مستند «تماشاخانه»[۵۴]

پگاه آهنگرانی در سال ۲۰۲۱ یک مستند کوتاه «من سعی می‌کنم فراموش نکنم» با موضوع واکنش جامعه ایران به اعدام‌های سال ۶۷ ساخت. این فیلم در جشنواره جهانی فیلم‌های مستند آمستردام (ایدفا) به نمایش درآمد.
- ۱۴۰۱: برنده جایزه بهترین بازیگر زن از جشنواره بین‌المللی فیلم مسکو برای فیلم «بدون قرار قبلی»